# Mark Duplass
Mark Duplass, né le 7 décembre 1976, est un acteur, un réalisateur, un musicien et un producteur de cinéma américain. Frère de Jay Duplass, ils ont lancé la compagnie de production Duplass Brothers Productions (en) et ont réalisé des films tels The Puffy Chair (en) (2005), Jeff, Who Lives at Home (2011) et The Do-Deca-Pentathlon (en) (2012). Ils ont également cocréé la série télévisée Togetherness (2015) et Room 104 (2017).
Mark Duplass est également le chanteur du groupe rock Volcano, I'm Still Excited!! (en).
Il est marié avec Katie Aselton. Le couple a deux filles : Molly et Ora Duplass.

## Biographie
Mark Duplass naît à La Nouvelle-Orléans de Cynthia Ernst et Lawrence Duplass,,. Ayant des ancêtres cadiens, on lui inculque une éducation prônant des valeurs catholiques romaines,. Il fréquente la Jesuit High School (en), l'université du Texas à Austin et le City College of New York.

## Filmographie
| Année | Film                              | Crédité sous | Crédité sous | Crédité sous |
| Année | Film                              | Réalisateur  | Producteur   | Scénariste   |
| ----- | --------------------------------- | ------------ | ------------ | ------------ |
| 1996  | Connect 5                         | Non          | Oui          | Non          |
| 2005  | The Puffy Chair (en)              | non-crédité  | Oui          | Oui          |
| 2008  | Baghead                           | Oui          | Oui          | Oui          |
| 2010  | Cyrus                             | Oui          | Non          | Oui          |
| 2010  | Bass Ackwards (en)                | Non          | Oui          | Non          |
| 2012  | The Freebie                       | Non          | Oui          | Non          |
| 2012  | Lovers of Hate                    | Non          | Oui          | Non          |
| 2011  | Jeff, Who Lives at Home           | Oui          | Non          | Oui          |
| 2012  | Ma meilleure amie, sa sœur et moi | Non          | Oui          | Non          |
| 2012  | The Do-Deca-Pentathlon (en)       | Oui          | Oui          | Oui          |
| 2012  | Safety Not Guaranteed             | Non          | Oui          | Non          |
| 2012  | Black Rock                        | Non          | Oui*         | Oui          |
| 2014  | Creep                             | Non          | Oui          | Oui          |
| 2014  | The One I Love                    | Non          | Oui          | Non          |
| 2014  | The Skeleton Twins                | Non          | Oui          | Non          |
| 2015  | Togetherness                      | Oui          | Oui          | Oui          |
| 2015  | The Lazarus Effect                | Non          | Oui          | Non          |
| 2015  | 6 Years (en)                      | Non          | Oui          | Non          |

### Courts-métrages et documentaires
| Année | Film             | Type              | Crédité sous | Crédité sous | Crédité sous |
| Année | Film             | Type              | Réalisateur  | Producteur   | Scénariste   |
| ----- | ---------------- | ----------------- | ------------ | ------------ | ------------ |
| 2002  | The New Brad     | court métrage     | Non          | Oui          | Oui          |
| 2003  | This Is John     | court métrage     | Oui          | Oui          | Oui          |
| 2004  | Scrapple         | court métrage     | Oui          | Oui          | Oui          |
| 2005  | The Intervention | court métrage     | Non          | Oui          | Oui          |
| 2011  | Kevin            | film documentaire | Non          | Oui          | Non          |

### Comme acteur
| Année   | Film                              | Rôle                |
| ------- | --------------------------------- | ------------------- |
| 2002    | The New Brad                      | Brad                |
| 2003    | Brighter Days                     | Jonathan            |
| 2004    | Scrapple                          | Todd                |
| 2005    | The Puffy Chair (en)              | Josh                |
| 2005    | The Intervention                  | Mark                |
| 2007    | Hannah Takes the Stairs           | Mike                |
| 2009    | Other People's Parties            | Doug Rhineau        |
| 2009    | True Adolescents (en)             | Sam                 |
| 2009    | Humpday                           | Ben                 |
| 2009–15 | The League                        | Pete Eckhart        |
| 2010    | Greenberg                         | Eric Beller         |
| 2010    | Mars                              | Charlie Brownsville |
| 2011    | Ma meilleure amie, sa sœur et moi | Jack                |
| 2012    | Safety Not Guaranteed             | Kenneth Calloway    |
| 2012    | Freeway et nous                   | Bryan Alexander     |
| 2012    | People Like Us                    | Ted                 |
| 2012    | Zero Dark Thirty                  | Steve               |
| 2012–15 | The Mindy Project                 | Brendan Deslaurier  |
| 2013    | Parkland                          | Kenneth O'Donnell   |
| 2013    | Maron (en)                        | Himself             |
| 2014    | Tammy                             | Bobby               |
| 2014    | Convention                        | Paul                |
| 2014    | Creep                             | Josef               |
| 2014    | The One I Love                    | Ethan               |
| 2015    | The Lazarus Effect                | Frank Walton        |
| 2015–   | Togetherness                      | Brett Pierson       |
| 2015    | Comedy Bang! Bang! (en)           | Lui-même            |
| 2016    | Blue Jay                          | Jim Henderson       |
| 2017    | Creep 2                           | Aaron               |
| 2018    | Tully                             |                     |
| 2019-   | The Morning Show                  | Chip Black          |
| 2019    | Paddleton                         | Michael Thompson    |
| 2019    | Scandale                          | Douglas Brunt       |
| 2024    | The Creep Tapes                   | Josef               |
| 2025    | Good American Family              | Michael Barnett     |

## Voix françaises
| - Guillaume Lebon dans : - The League (série télévisée) - Freeway et nous - Tammy - Lazarus Effect - Blue Jay - Sébastien Desjours dans : - Togetherness (série télévisée) - Goliath (série télévisée) - Paddleton - Good American Family (mini-série) | - Bruno Choël dans (les séries télévisées) : - The Morning Show - Calls (voix) Et aussi - Fabrice Josso dans Zero Dark Thirty - Fabien Briche dans The Mindy Project (série télévisée) - Yann Guillemot dans Mercy - Tangi Colombel dans Creep 2 - Sylvain Agaësse dans Tully - Thierry Ragueneau dans Scandale |